# Эконива
«Эконива» — российско-германская группа компаний, работающая в сфере аграрного производства. В 2021 году вошла в рейтинг журнала Forbes «200 крупнейших частных компаний России», где заняла 186-е место с выручкой 53,3 млрд рублей.

## История
В 1995 году начато производство, сертификация и экспорт гречихи, выращенной в Курской области, в страны Западной Европы.
С 1998 года поставляет в Россию импортную сельхозтехнику и семена европейской селекции.
С 2002 года занимается агропроизводством, семеноводством и животноводством. Сельхозпредприятия «ЭкоНивы» появляются в Курской, Воронежской и Оренбургской областях.
В 2010 году открыто направление мясного животноводства. В Воронежской области запущен семенной завод.
В 2011 году компания «Эконива» разделена на два самостоятельных холдинга — «ЭкониваТехника-Холдинг» и «Эконива-АПК Холдинг».
В 2017 году в Воронежской и Калужской областях открыты молочные мегакомплексы по 2800 голов КРС каждый. Приобретены заводы «Мосмедыньагропром» (Калужская обл.) и Аннинский молочный комбинат (Воронежская обл.). В состав компании вошёл холдинг «ОкаАгро» (Рязанская обл.).
Бренд «Академия Молочных Наук» стал продуктом года 2017 на выставке World Food Moscow.
«Академии Молочных Наук» удостоилась награды METRO Quality Award 2017 — знака качества от «METRO Cash and Carry».
Компания «Савинская Нива» открыла поставки органической говядины на завод немецкого производителя детского питания Hipp. Штефан Дюрр удостоен премии «Германо-российского экономического союза» за особые достижения в сфере предпринимательства.
В 2018 году по версии журнала «Агроинвестор» «Эконива» вошла в пятёрку самых медийных компаний агросектора. «ЭкониваАгро» открыла в Воронежской области новый ЖК «Бобров» на 2800 голов. Штефан Дюрр признан самым успешным бизнесменом Воронежской области по версии Агентства бизнес информации «ABIREG.RU». В этом же году «Эконива» приняла решение выходить на федеральный уровень, для чего была разработана платформа глобального бренда. Разработка велась агентством Depot.
В 2021 году «Эконива» зафиксировала рекорд производимого молока на уровне 3 тысяч тонн в сутки. В мае 2021 компания начала поставки молока в Китай. Стартовый объем — более тысячи тонн молока в месяц.
По итогам первых шести месяцев 2021 года выручка от продаж составила 21 млрд руб.
В 2023 году ГК «ЭкоНива» вышла на торги молочными продуктами на уполномоченную биржу Минсельхоза — Национальную товарную биржу (НТБ), которая входит в группу «Московской биржи». На торги будут выставляться сырое цельное молоко, сухое обезжиренное молоко и сливочное масло.

## Деятельность
«ЭкониваТехника-Холдинг» — поставщик сельхозтехники мировых производителей и дилер техники John Deere в России. В состав холдинга входят компании «Эконива-Техника» (представительства в Смоленской, Ярославской, Ивановской областях; филиалы — в Тульской, Калужской, Тверской, Костромской, Владимирской, Кировской, Рязанской областях), «Эконива-Чернозёмье» (Воронежская обл.) и «Эконива-Сибирь» (Новосибирская и Кемеровская области).
«Эконива-АПК Холдинг» занимается сельхозпроизводством в Воронежской, Курской, Калужской, Рязанской, Смоленской, Новосибирской, Оренбургской и Тюменской областях. Предприятие занимает первое место по объёмам производства молока в России: около 1200 тонн ежедневно. В 2013 году компания начала заниматься переработкой молока. Специализируется на производстве семян полевых культур. В мясном скотоводстве развивает производство качественной говядины.
- Молочное животноводство: в 2021 году компания первой в России произвела более 1 млн тонн молока за год[21]. На 16.07.2021 общее поголовье КРС составило 212 тыс. голов, из которых 110 000 фуражных[22].
- Мясное животноводство: общее поголовье мясного стада «ЭкоНивы-АПК» Холдинга составляет 6300 голов. Из них около 2000 голов маточного КРС: 370 — в Воронежской области, 360 — в Калужской области, 880 — в Новосибирской области, 345 — в Оренбургской области.[источник не указан 721 день]
- Растениеводство: валовой сбор зерна в 2017 году составил 278 640 тонн (включая кукурузу на зерно), сахарной свёклы — 230 000 тонн, грубых и сочных кормов — 333 760 тонн (в сухом веществе).[источник не указан 721 день]
- Переработка молока: в 2013 году «Эконива» построила в Новосибирской области завод по переработке молока и приступила к выпуску молочных продуктов под маркой «Академия Молочных Наук»[23]. В 2016 году был построен перерабатывающий завод в Воронежской области[24]. Осенью 2017 года в состав холдинга вошли ещё два предприятия — Аннинский молочный комбинат (Воронежская обл.)[25] и завод «Школьное питание» (Калужская обл.)[26]. Компания производит молоко, масло, творог, йогурт, кефир и сметану.
- Экотуризм: в рамках проекта «Академия Молочных Наук» также развивается экологический туризм. Компания регулярно организует экскурсии для детей и взрослых по животноводческим комплексам с целью популяризации молока и здорового образа жизни. В программу входит знакомство с историей молока, современными технологиями его производства, общение с животными, дегустация свежих молочных продуктов. Проект реализуется в Воронежской[27], Новосибирской[28] и Калужской областях. На сегодняшний день экскурсии посетили порядка 40 000 человек[29].